# Cléonyme
Cléonyme (en grec ancien Κλεώνυμος / Kleốnumos) est le fils du roi de Sparte Cléomène II (règne de 370 à 309 av. J.-C.).

## Famille
Il est le fils du roi de Sparte Cléomène II et d'une femme au nom inconnu. Il est le frère cadet de Acrotatos.
Son épouse est probablement Chilonis, fille de Leotychidas, prince Eurypontide, et future épouse de son petit-neveu Acrotatos, on lui connait un fils, Leonidas II, roi de Sparte.

## Biographie

### Succesion
À la mort de son père, en 309 av. J.-C., Cléonyme revendique le trône face à son neveu Areus, fils aîné du défunt prince héritier Acrotatos.
La gérousie tranche finalement en faveur d'Areus, en application de la règle de porphyrogénèse. Peut-être son caractère, que Plutarque décrit comme « violent et despotique », a-t-il également joué un rôle. Areus étant encore en bas âge, Cléonyme assume la régence, probablement jusqu'en 295-294 av. J.-C..
Le couronnement d'Areus suit la règle de primogéniture, il est le fils héritier du prince héritier. Cela est donc conforme au droit dynastique de Sparte, la royauté revient de droit au plus proche descendant du plus récent détenteur du pouvoir royal.

### Régence de Sparte
Pendant qu’il est régent de Areus, les Tarentins envoient une ambassade à Cléonyme, pour requérir de l’aide militaire de sa part. En effet Tarente est attaquée par les Lucaniens, et cette colonie Lacédonienne réclame la protection de la cité spartiate. Le régent Cléonyme va répondre à leur appel, et il va être le premier Grec à affronter les Romains. Il va mettre en place un traité avec plusieurs tribus grecques pour contraindre les Romains et les bloquer dans leur avancée vers le sud. Cléonyme force les Romains à signer le traité du cap Lacinion qui va les contenir un quart de siècle.
Après cela, au fur et à mesure des années, Cléonyme est écarté pour laisser place à Areus. Ce dernier a grandi et prend pleine possession du pouvoir, cependant Cléonyme ne reste jamais loin et ils vont travailler ensemble pendant les invasions contre la cité.

### Haine de Sparte
Avec les années, Cléonyme va développer une haine terrible envers Sparte. Il s’est déjà fait humilier une fois en étant refusé par la Géronte et il se fera humilier une deuxième fois à cause de son épouse Chélidonis. Celle-ci était beaucoup plus jeune que lui, elle était de sang royal et fille de Léotychie. Elle tomba amoureuse d’Acrotatus, le fils du roi Areus, ce qui constitua pour Cléonyme un affront terrible, étant très épris de sa femme. Chélidonis quant à elle, méprisait son mari. Doublement mécontent de Sparte, Cléonyme se réfugie en Grande Grèce. Pour mettre en place sa vengeance, il part retrouver Pyrrhus 1er, afin qu’il l’aide à reconquérir la cité. Pyrrhus va alors marcher contre Sparte à la tête de vingt-cinq mille hommes d’infanterie, deux mille chevaux et vingt-quatre éléphants. Avec ce déploiement de force il montre son envie d’avoir la mainmise sur tout le Péloponnèse. Cléonyme et Pyrrhus décident d’envahir le Péloponnèse par des pillages et d’affronter Sparte. Cléonyme encourage Pyrrhus, devant les murs de Sparte, d’attaquer la cité le soir même de leur arrivée. Malgré son encouragement Pyrrhus décida d’attendre le lendemain matin, afin que ses guerrier ne dévastent entièrement la ville.
La décision de Pyrrhus entraîna sa défaite, les Spartiates ayant eu le temps de se préparer. De plus le second jour après cet événement fut marqué par l’arrivée d’une aide extérieure, qui permit à Sparte de remporter la victoire. En effet, Antigone Gonatas envoya un de ses généraux de Corinthe, Ameinias (en) le Phocéen. Pendant ce combat, c’est Acrotatos, fils d’Areus 1er, qui maintient la défense de Sparte sous l’attaque de Pyrruhs et de Cléonyme, alors que son père se trouve en Crète. Il va sauver la cité en tant que prince héritier.
Pendant le combat, la femme de Cléonyme, Chélidonis, tenait une corde pour la passer autour de son cou dans l’éventualité où son mari réussissait à remporter la victoire sur les Spartiates.
À la suite de cette aide miraculeuse, Pyrrhus et Cléonyme bâtirent en retraite et ce dernier partit retrouver Antigonos Gonatas.